# Снітко Євген Миколайович
Євге́н Микола́йович Снітко́ (нар. 7 серпня 1938 — пом. 12 липня 2015) — радянський футболіст, нападник. Відомий насамперед завдяки виступам у складі вінницького «Локомотива» та низки інших клубів.

## Життєпис
Євген Снітко — вихованець київської ДЮСШ-1. У 1957 році виступав за команду Жовтневого району Києва, а вже наступного року став капітаном новоствореного вінницького клубу «Локомотив». Впевнені дії юного нападника привернули увагу тренерського штабу київського «Динамо» і у 1959 році Євгена повернули до столиці України. Втім, жодного поєдинку в першій динамівській команді Снітко так і не зіграв, задовольняючись лише виступами за «дубль». Втім, у першій динамівській команді Снітко провів лише один кубковий матч проти томського «Сибелектромотора».
У 1961 році Євген Снітко перейшов до рівненського «Колгоспника», де продемонстував просто таки шалену результативність, результатом якої став виклик хлопця до армії та залучення до ігор вищолігового московського ЦСКА. Втім, завоювати місце у нападі команди, де виблискував рекордсмен «армійців» Володимир Федотов, Снітку не вдалося, тож наступний сезон він розпочав у іншому армійському клубі — СКА з Одеси.
У 1965 році форвард повернувся до Вінниці, де протягом шести років був одним з основних футболістів. Протягом цього часу Снітко провів у формі «Локомотива» більш ніж 200 матчів в чемпіонатах СРСР різних ліг та 44 рази розписався у воротах суперників.
Після завершення футбольної кар'єри повернувся до Києва, де працював тренером ДЮФШ «Динамо».
Помер 12 липня 2015 року.

## Досягнення
- Срібний призер другої групи класу «А» чемпіонату СРСР (1): 1964
- Срібний призер зони УРСР класу «Б» чемпіонату СРСР (1): 1970
- Бронзовий призер 3-ї зони класу «Б» чемпіонату СРСР (1): 1958